# Zaproć górska
Zaproć górska (Oreopteris limbosperma) – gatunek paproci należący do rodziny zachylnikowatych. W systemach klasyfikacyjnych szeroko ujmujących rodzaj zachylnik Thelypteris – gatunek ten jest włączany do niego jako Thelypteris limbosperma (Bellardi ex All.) H. P. Fuchs.

## Rozmieszczenie geograficzne
Występuje w Europie oraz na Makaronezji. W Polsce występuje głównie w górach.

## Morfologia

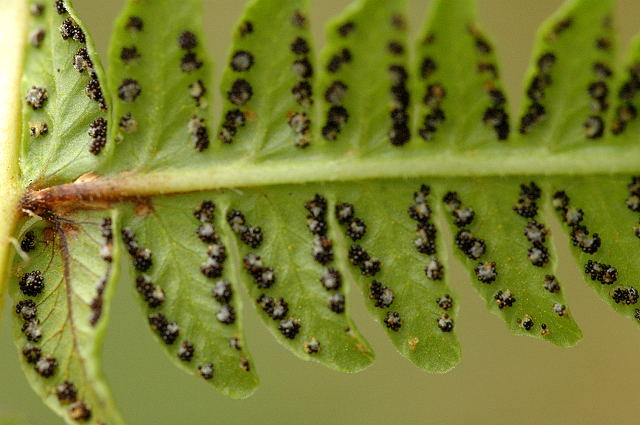
Kupki zarodni

PokrójRoślina do 100 cm wysokości. Liście z krótkim ogonkiem. Blaszki liściowe podwójnie pierzaste, żółtozielone, pokryte od spodu włoskami. Kupki zarodnionośne znajdują się blisko brzegów odcinków II rzędu.

## Biologia i ekologia
RozwójBylina. Zarodniki dojrzewają w lipcu i sierpniu.
SiedliskoLasy: głównie kwaśne buczyny, lasy jodłowe i bory jodłowo-świerkowe.